# Philippe Wolff
Pour les articles homonymes, voir Wolff.
Philippe Wolff, né le 2 septembre 1913 à Montmorency (Val-d'Oise) et mort le 13 septembre 2001 à Andorre-la-Vieille, est un médiéviste français, spécialiste de l'histoire économique et sociale du Midi.

## Biographie

### Carrière universitaire
Formé par Marc Bloch à la Sorbonne, Philippe Wolff est agrégé d'histoire et géographie en 1936, puis docteur d'État en 1952. Il fut le titulaire de la chaire d'histoire médiévale et de la France méridionale de l'université de Toulouse à partir de 1953.

## Apport à l'histoire médiévale en France
Il fut un pionnier de l'histoire urbaine médiévale, notamment grâce à sa thèse, soutenue en 1952 et publiée deux ans plus tard, Commerce et marchands de Toulouse, v. 1350-v. 1450. À la fin des années 1950, Philippe Wolff est l'un des initiateurs du renouveau des études régionales, par sa monographie sur Toulouse, publiée en 1958, premier livre d'une longue série publiée par les éditions Privat jusqu'au début des années 1980. Philippe Wolff écrit en 1967, chez le même éditeur, une Histoire du Languedoc dans la collection « Univers de la France », où il dirige différents ouvrages qui y sont publiés.
Figure de l'Institut d'études méridionales de l'Université de Toulouse, il devient secrétaire de rédaction dans la revue des Annales du Midi, avant d'en devenir en 1955 le co-directeur, aux-côtés de Charles Higounet.
Il a contribué en 1973 avec Charles Higounet à initier la collection des Atlas historique des villes de France.

## Publications
- Collaboration à une série de manuels d'histoire pour l'enseignement du second degré (sous la direction de Jérôme Carcopino, puis avec Charles Morazé) : Cours d'histoire pour l'enseignement secondaire, Paris, Armand Colin, 1942-1950.
- Commerce et Marchands de Toulouse, v. 1350-v. 1450, Paris, Plon, 1954 (thèse principale).

- Prix Gobert 1955 de l’Académie des inscriptions et belles-lettres.
- Les Estimes toulousaines des XIVe et XVe siècles, Paris, Association Marc Bloch, 1954 (thèse secondaire).
- Histoire de Toulouse, Privat, Toulouse, 1958, rééd., 1986.

- Prix Pouchard 1959 de l’Académie française.
- Voix et Images de Toulouse (en collaboration avec Jean Dieuzaide), Privat, Toulouse, 1962.
- Les Cartulaires des Templiers de Douzens (édition, en collaboration avec Pierre Gérard et Élisabeth Magnou), Paris, Bibliothèque nationale, 1965.
- Histoire du Languedoc (direction), Privat, Toulouse, 1967.
- Bibliographie d'histoire des villes de France (en collaboration avec P. Dollinger et S. Guenée), Paris, Klincksieck, 1967.
- The awakening of Europe, IXth-XIIth centuries (1968) ; publié en français sous le titre:  L'Éveil intellectuel de l'Europe, tome 1 de l'Histoire de la pensée européenne, Paris, Le Seuil, 1971.
- Histoire du développement scientifique et culturel de l'Humanité. III, De 400 à 1300 après J.-C (en collaboration avec G. Wiet et V. Elisseeff), Paris, Laffont, 1969.
- Documents de l'histoire du Languedoc (direction), Toulouse, Privat, 1969.
- Ongles bleus, Jacques et Ciompi, les révolutions populaires en Europe aux XIVe et XVe siècles (en collaboration avec Michel Mollat du Jourdin), Paris, 1970.
- Les Origines linguistiques de l'Europe occidentale, Paris, Hachette, 1971 — Prix Durchon-Louvet 1972 de l’Académie française.
- Guide international d'histoire urbaine. I, Europe (direction), Paris, 1977.
- Regards sur le Midi médiéval, Privat, Toulouse, 1978.
- Histoire du diocèse de Toulouse (direction), Privat, Toulouse, 1980.
- Traduction de M. Lyons. Révolution et Terreur à Toulouse, 1980. - 1983.
- Le Languedoc et le Rouergue dans le Trésor des Chartes (en collaboration), 1983.
- Histoire de Perpignan (direction), 1985.
- Automne du Moyen Âge ou Printemps des temps nouveaux ? : l'économie européenne aux XIVe et XVe siècles, Paris, Aubier, 1986.
- Histoire internationale du vouvoiement, 1993.

## Récompenses et distinctions

### Décorations
- Chevalier de la Légion d'honneur
- Officier de l'ordre des Palmes académiques
- Commandeur de l'ordre des Arts et des Lettres

### Récompenses
- Membre de la Section historico-archéologique de l'Institut d'études catalanes (1964)
- Membre de la Medieval Academy of America (1968)
- Membre de l'Académie des inscriptions et belles-lettres (1973)[5]
- Prix du rayonnement de la langue et de la littérature françaises de l’Académie française pour l'ensemble de son œuvre (1981)